# Melanagromyza gerberae
Melanagromyza gerberae är en tvåvingeart som beskrevs av Spencer 1960. Melanagromyza gerberae ingår i släktet Melanagromyza och familjen minerarflugor. Inga underarter finns listade i Catalogue of Life.